# Некерований
«Некеро́ваний» (англ. Unstoppable) — американський фільм-катастрофа режисера Тоні Скотта за сценарієм Марка Бомбека з Дензелом Вашингтоном і Крісом Пайном у головних ролях. Фільм оповідає про двох залізничників, які намагаються зупинити некерований поїзд з токсичним вантажем. У США фільм вийшов у прокат 12 листопада 2010 року, в Україні — 25 листопада.
Сценарій Марка Бомбека базується на реальному випадку, коли товарний потяг, 15 травня 2001 року в штаті Огайо, з небезпечними хімікатами понад дві години їхав без усякого контролю і керування, поки його не зупинили інженери-шляховики.

## Сюжет
Дія розгортається в штаті Пенсільванія на вигаданій дорозі Allegheny and West Virginia Railroad. У південній частині штату на станції Брюстер на роботу заступають машиніст Френк Барнес (Дензел Вашингтон) та помічник машиніста Вілл Колсон (Кріс Пайн). Вони вперше працюють разом і значно відрізняються один від одного: Френк Барнес — літній машиніст з 28-річним стажем, тоді як Вілл Колсон — це 27-літній хлопець, який до цього пройшов лише 4-місячний курс підготовки. Їх робота в цей день — їхати на локомотиві в Мельбурн, де необхідно причепити невеликий вантажний потяг і провести його по дорозі на північ. Різниця у віці і досвіді спочатку ускладнюють спільну роботу локомотивної бригади, хоча ці непорозуміння згладжуються схожими проблемами в особистому житті: у кожного з них досить складні проблеми взаємин у родині.
У цей час в північній частині штату на станції Фуллер вантажний поїзд запізнюється з відправленням. У результаті доглядачі поїздів в поспіху не з'єднують належним чином усі рукави гальмівної магістралі. Остаточно погіршує ситуацію сам машиніст локомотива Дьюї (Ітан Саплі), який вистрибує з повільно їдучого поїзда, щоб переключити розташовану попереду стрілку. Однак варто було йому зістрибнути з локомотива, як рукоятка контролера самостійно перемикається на максимальну тягу. Швидкість поїзда починає швидко наростати, а машиніст не встигає його наздогнати.

Дензел Вашингтон у ролі Френка Барнеса намагається зупинити поїзд.

Ситуація різко виходить з-під контролю, адже у вагонах знаходиться 110 тисяч літрів високотоксичного хімікату (фенол), розлив якого призведе до масштабної екологічної катастрофи. При цьому поїзд у півмилі довжиною продовжує прискорюватися і вже мчить зі швидкістю близько 70 миль на годину. Чергова по станції Фуллер Конні Гупер (Розаріо Довсон) направляє групу залізничних службовців з метою перехопити втікача. У групі опиняється і колишній поліцейський Нед Олдгем, проте в призначеному місці поїзд не з'являється, бо чергова була введена в оману щодо швидкості поїзда. Тим часом поїзд-утікач дивом уникає зіткнення з екскурсійним поїздом, що перевозив дітей і тепер мчить по густонаселеній території, попутно збиваючи всі перешкоди на своєму шляху. Поліція пристанційних містечок і керівництво дороги в особі Оскара Галвіна (Кевін Данн) роблять відчайдушні спроби зупинити цю потенційну хімічну бомбу, але все марно. Аварійні скидачі розлітаються в пил під цією багатотонною махиною, а спроба зупинити поїзд за допомогою локомотива, що йде попереду терпить повне фіаско, тому що останній терпить крах, в результаті якого гине досвідчений машиніст.
За волею випадку, назустріч некерованому поїзду по одному шляху рухається поїзд під управлінням Барнеса і Колсона. Ті ледь встигають з'їхати на бокову колію, коли повз них проноситься потяг-утікач. Начальник дороги дає наказ Барнесу і Колсону вести поїзд до найближчої станції, де вони мали закінчити роботу на цей день, але машиніст і помічник відмовляються виконувати наказ і вирішують, відчепивши локомотив від вагонів, наздогнати небезпечний поїзд. Загальна біда згуртовує машиніста і помічника, адже потяг з токсичними відходами їде просто до Стентона — місто, де живуть понад сімсот тисяч чоловік, в числі яких сім'ї Френка та Вілла. І тепер цьому місту загрожує знищення, бо поїзд-утікач може просто не вписатися в криві малого радіусу і врізатися в нафтосховища розташовані біля колії. Починається гонка з часом.

## В ролях
- Дензел Вашингтон — Френк Барнес, машиніст
- Кріс Пайн — Вілл Колсон, помічник машиніста
- Розаріо Доусон — Конні Гупер, чергова по станції Фуллер
- Ітан Саплі — Дьюї, інженер
- Кевін Данн — Оскар Галвін, начальник залізниці
- Ті Джей Міллер — Джиліс, кондуктор
- Джессі Шрем — Дарсі Колсон, дружина Вілла
- Джеф Вінкотт — Джессі Олден

## Робота над фільмом
Під час знімання одного з найнапруженіших моментів у фільмі, коли потяг сходить з рейок, довелося на п'ять годин перекрити головну залізничну розв'язку міста Емпоріум. У картині використали 8 локомотивів та 60 окремих вагонів. Кожен з вагонів весь час проходив планові перевірки згідно зі стандартними правилами експлуатації. Дія «Некерованого» за часом охоплює один день, причому основні події займають приблизно дві години. Знімання ж вели безперервно майже чотири місяці.

## Інцидент

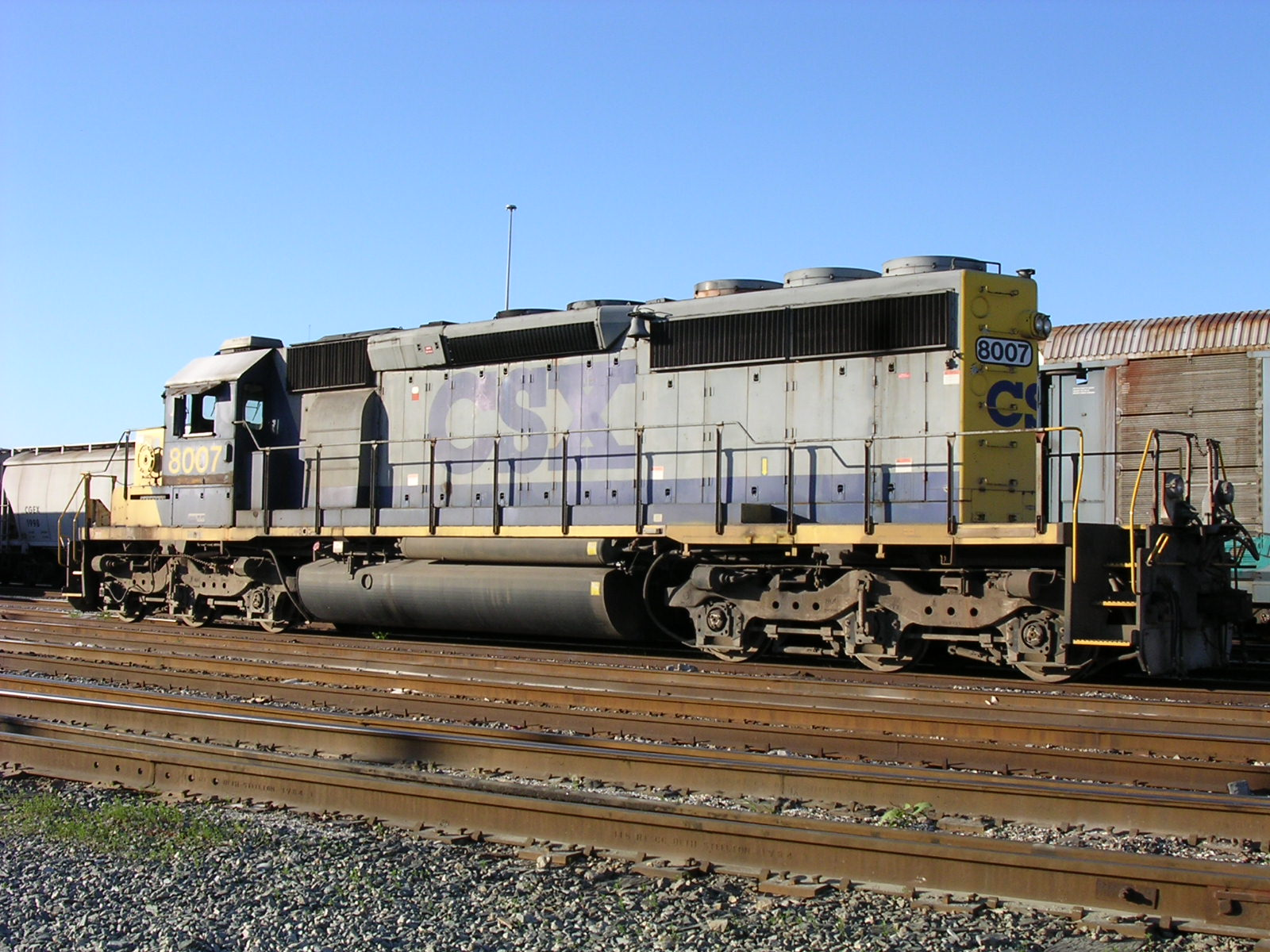
SD40-2 компанії CSX, ідентичний локомотиву поїзда-втікача.

Сюжет фільму «Некерований» оснований на реальній історії, що відбулася 15 травня 2001 року з тепловозом EMD SD40-2 (також відомим як Скажені вісімки (англ. Crazy Eights)). Ніким не керований поїзд з 47 вагонів, що належав компанії CSX Transportation, ведений тепловозом SD40-2 № 8888, проїхав близько 66 миль (106 км) через штат Огайо, розганяючись часом до 47 миль/год (76 км/год), перш ніж був зупинений іншим локомотивом, що наздогнав і зчепився з ним.
Серед 22 завантажених вагонів поїзда (інші 25 були порожні) було 2 цистерни з рідким фенолом, отруйним компонентом фарб і лаків, який при контакті зі шкірою або при вдиханні парів може викликати серйозні захворювання. Аварія некерованого поїзда могла призвести до розливу більше десятка тисяч літрів цього токсичного хімікату, тобто до екологічної катастрофи. Тому відразу стали проводити спроби зупинити небезпечний склад. Серед них була й спроба застосувати переносні скидачі, які нерідко застосовувалися на багатьох американських залізницях. Проте в цьому випадку висока інерція поїзда призвела до того, що скидачі були просто вибиті, навіть не зменшивши швидкість поїзда. В одному з містечок поліція спробувала на ходу відкрити паливний випускний клапан, щоб позбавити локомотив палива, проте через велику швидкість поїзда у них нічого не вийшло. Було зроблено також кілька невдалих спроб заскочити у поїзд на ходу. Коли поїзд курсував по магістралі № 31 на південь від Кентона, його швидкість вже вдалося знизити до 11 миль/год (18 км/год). У цей момент на одному з перехресть в локомотив некерованого поїзда заскочив Джек Госвельд — досвідчений машиніст компанії CSX Transportation, який і відключив тягу тепловоза.

## Цікаві факти та кіноляпи
- На 34-й хвилині фільму у головного локомотива некерованого поїзда при зіткненні з фургоном ламаються лівий буферний ліхтар і поручні по лівій стороні, які, однак, згодом показані цілими. Також, цей локомотив, що розніс декілька перешкод на своєму шляху, згодом виглядає як новий.
- Машиніст Френк Барнес говорить про свій тепловоз, що у нього потужність 5000 кінських сил, хоча у EMD SD40-2, на якому він їде, потужність по дизелю 3000 к.с.
- Конструкція автозчеплення Джаннея (а саме вона використовується на американських залізницях) така, що для зчеплення вагонів один з одним необхідно привести в робочий стан автозчеп хоча б на одному з них. Тобто будь на останньому вагоні некерованого поїзда автозчеплення закритим, машиніст міг би відкрити автозчеп на своєму локомотиві і далі вже наздоганяти некерований склад.
- На 82 хвилині фільму коли поїзд показують цілком, то в ньому всього 17 (!) вагонів і зникає хвостовий локомотив.
- На моменті 01:24:06, коли Нед та Вілл на машині намагаються наздогнати локомотив, з'являється кадр, де показаний спідометр, що набирає швидкість. Це кадр з фільму «Викрасти за 60 секунд» 2000 року, коли відомий автовикрадач, Рендал «Мемфіс» Рейнс (Ніколас Кейдж), розганяється на Ford Mustang Shelby GT500 «Eleonore» щоб перестрибнути через пробку, що утворилася на мосту, втікаючи від погоні.

## Український дубляж
Фільм дубльовано студіями «Постмодерн» (Україна) і «Central Production International Group» (Росія) на замовлення компанії «Геміні» у 2010 році.
- Режиссер дубляжу — Костянтин Лінартович
- Переклад та укладка тексту — Юрій Бідношия та Людмила Дика
- Звукорежисер — Олександр Козярук
- Звукорежисер перезапису — Денис Вакуленко
- Менеджер проєкту — Ірина Туловська
- Керівник проєкту — Девід Шуфутинський
- Диктор — Євген Горлач
- Ролі дублювали: Микола Боклан, Дмитро Лінартович, Олена Узлюк, Сергій Солопай, Михайло Тишин, Петро Сова, Євген Шах, Дмитро Завадський, Ігор Гнєзділов та інші.